# Ťi Čeng
Ťi Čeng (čínsky pchin-jinem Jǐ Zhèng, znaky 紀政, Wade-Giles: Chi Cheng; * 15. března 1944 Sin-ču) je bývalá tchajwanská atletka, bronzová medailistka z olympiády 1968. Ve své kariéře vytvořila sedm světových a 44 asijských rekordů.
V šestnácti letech debutovala na římské olympiádě, kde v závodě na 80 metrů překážek vypadla v rozběhu. V roce 1963 odešla studovat do USA na California State Polytechnic University, Pomona, kde se jí dostalo kvalitních podmínek k tréninku. Měla americké i tchajwanské občanství, stala se trojnásobnou atletickou mistryní USA, ale na mezinárodní úrovni reprezentovala Tchaj-wan. Na olympiádě 1964 v Tokiu skončila sedmnáctá v pětiboji a čtyřiadvacátá v dálce. V roce 1966 vyhrála Asijské hry ve skoku dalekém.
Na olympiádě 1968 skončila třetí v běhu na 80 m překážek (byla to olympijská derniéra této disciplíny, od roku 1972 se začalo běhat na stometrové trati) časem 10,51 s a ve finále hladké stovky obsadila sedmé místo.
Na Asijských hrách 1970 získala zlato v běhu na 100 metrů. V tomtéž roce zaběhla jako první v historii 100 metrů překážek pod třináct sekund (12,93 s) a 100 yardů za rovných deset sekund (tento rekord překonala až v roce 2011 Veronica Campbellová-Brownová). V celé sezóně 1970 neprohrála ani jeden závod a vyhrála anketu Associated Press o nejlepší světovou sportovkyni roku. Patřila k favoritkám her v Mnichově 1972, ale po sérii zranění ukončila závodní kariéru ještě před olympiádou.
Po skončení kariéry se vrátila na Tchaj-wan, kde působila jako sportovní funkcionářka a poslankyně parlamentu. Od roku 2009 byla poradkyní prezidenta Ma Jing-ťioua pro sportovní záležitosti.